# П'єр-Жуль Етцель
П'єр-Жуль Етцель (фр. Pierre-Jules Hetzel; 15 січня 1814, Шартр, департаменту Ер і Луар, Франція — 17 березня 1886, Монте-Карло, Монако) — французький видавець, редактор і письменник.

## Біографія

### Походження
Батько П'єр-Жуля — Жан-Жак Етцель, походив із старої ельзаської протестантської сім'ї Страсбурга, майстер-лимар в 1-му полку уланів, дислокованих у Шартрі. Його мати, Луїза Шевальє- працювала акушеркою в Госпіталі «Hôtel-Dieu de Chartres» цього міста.

### Початок творчості
Вивчав право в університеті Страсбурга. Був атеїстом.
У 1837 році заснував видавництво, яке втратив у результаті подій, пов'язаних з революцією 1848 року. Переконаний республіканець, він працював на адміністративній посаді в Тимчасовому уряді, а після державного перевороту у Франції в кінці 1851 року був змушений емігрувати до Бельгії.
Етцель повернувся на батьківщину після оголошення амністії і відразу ж відновив перервану видавничу діяльність, яка прославила його на всю країну. Він почав видавати в Парижі «Журнал виховання і розваг», призначеному для молодіжної аудиторії. Поміщав в ньому свої твори під псевдонімом Сталь (P.-J. Stahl).В цей час почав співпрацювати з Жулем Верном.

### Співпраця з Жулем Верном

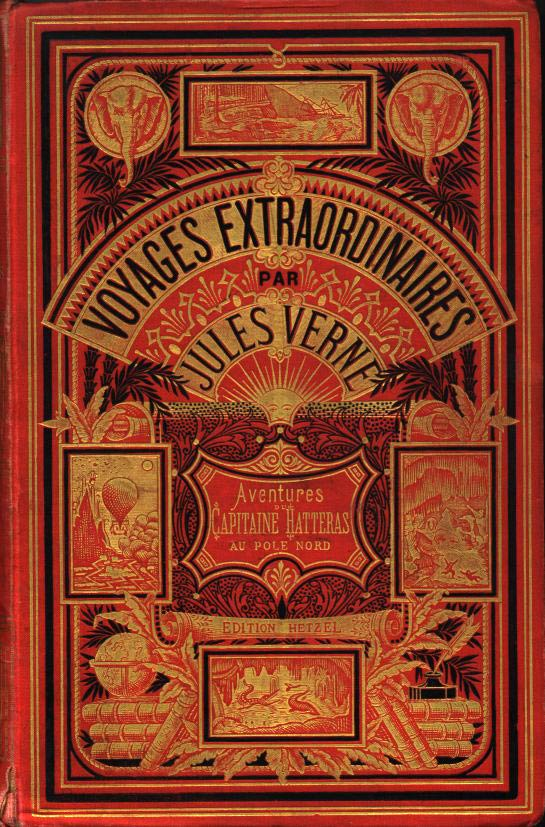
Обкладинка видання Етцеля

Співпраця з Жулем Верном почалася з романа Верна «П'ять тижнів на повітряній кулі», який видавцеві сподобався, і він пообіцяв випустити його окремою книгою. Крім того, Етцель обговорив з автором-новачком ідею періодичного видання, яку виношував не один рік. Мова йшла про призначеному юної аудиторії журналі пригод і подорожей — захоплюючих і одночасно пізнавальних. Етцель прозорливо побачив у Ж. Верні автора, якого якраз і шукав, і запропонував йому співпрацю на постійній основі. 23 листопада 1862 року підписав контракт з Жулем Верном.
Документ зобов'язував Верна писати не менш ніж три романи на рік для публікації в новому «Журналі виховання і розваг», а видавця — платити по 1900 франків за кожний. Зверх цього обумовлювався особливий гонорар за можливі книжкові видання в разі підвищеного читацького інтересу до того чи іншого твору — що і сталося з більшістю романів Жуля Верна.
У 1863 році він видав книгу «П'ять тижнів на повітряній кулі» молодого автора. Верн і Етцель виявилися однодумцями у всьому, що стосувалося особи нового журналу і літератури взагалі.
За нею послідували інші публікації Верна «Подорож і пригоди капітана Гаттераса», «Подорож до центру Землі», «З Землі на Місяць» і, нарешті, один з найкращих творів Жуля Верна «Діти капітана Гранта», що склали книжкову серію «Незвичайні подорожі» (фр. Voyages extraordinaires)
Читацький ентузіазм до журнального видання творів Жуля Верна постійно підтримувався протягом багатьох років.

### Розквіт видавництва
Крім того, видавництво Етцеля випустило ряд творів Бальзака, Гюго, Жорж Санд, Е. Золя, Бодлера, публіцистику Прюдона, казки Шарля Перро з ілюстраціями Гюстава Доре і ін. Етцель був небагатий: він сам, часом зазнавав фінансові труднощі і звертався за допомогою до своїх авторів — до того ж Жуля Верна. Видавець ставився до авторів прихильно: не обирав і не тиранив їх. Тому, як тільки справи видавництва пішли вгору — в основному, завдяки зростаючій популярності Жуля Верна, Етцель відразу ж переоформив договір з ним. Згідно з новим контрактом, укладеним у грудні 1865 року, гонорар за роман збільшувався до 3000 франків, а в 1871 році Етцель, пішов назустріч автору, який став йому найближчим другом і, фактично, компаньйоном, скоротив «норму» до двох романів на рік, і зобов'язався виплачувати за кожен роман вже по 6000 франків.
Видавець був прихильником дотримання авторських прав і навіть написав кілька статей на захист літературної власності.
Похований на кладовищі Монпарнас.
Після смерті Етцеля видавнича фірма перейшла до його сина — Жуля Етцеля-молодшого.